# Аллен, Бриттани
Бриттани Аллен (англ. Brittany Allen, род. 5 февраля 1986) — канадская актриса. Аллен, в основном, известна благодаря своей роли Мариссы Чандлер в американской мыльной опере «Все мои дети», где она снималась с 2009 по 2010 год. В 2011 году она выиграла Дневную премию «Эмми» за свою работу в мыльной опере.
Аллен родилась в Торонто, Канада и в дополнение к работе в США, появилась в ряде канадских шоу, таких как «Читающий мысли» и «Зов крови». В 2013 году у неё была второстепенная роль в сериале «Вызов». На большом экране она появилась в фильмах «Голый барабанщик» (2008) и «Самый страшный фильм 3D» (2012).

## Избранная фильмография
| Год  |   | Русское название | Оригинальное название | Роль |
| ---- | - | ---------------- | --------------------- | ---- |
| 2015 | с | Шиттс Крик       | Schitt’s Creek        | Бри  |